# Krzysztof Mączyński
Krzysztof Mączyński, född 23 maj 1987 i Kraków, är en polsk fotbollsspelare som spelar för Śląsk Wrocław och Polens fotbollslandslag. Han var uttagen i Polens trupp vid fotbolls-EM 2016. 